# Humanes Plazentalaktogen
Das Humane Plazentalaktogen (HPL, englisch Human placental lactogen oder Chorionic somatomammotropin hormone, CSH), kurz auch Lactogen (der Plazenta), ist ein Hormon, das während der Schwangerschaft im Mutterkuchen gebildet wird und vom Syncytiotrophoblast ausgeschieden wird. In Struktur und Funktion ähnelt es dem Somatotropin, einem Wachstumshormon. Möglicherweise spielt es bei der Anregung der Milchproduktion der Brustdrüsen eine Rolle.
Das Protein besteht aus 191 Aminosäuren mit zwei intramolekularen Disulfidbrücken und besitzt eine Molekülmasse von 22.304 Da.
HPL modifiziert den Stoffwechsel der Mutter während der Schwangerschaft. Durch HPL werden die maternalen Zellen unempfindlicher gegenüber Insulin, in der Folge steigt der mütterliche Blutzuckerspiegel. Dadurch kann die fetale Versorgung sichergestellt werden.